# Steve Dugardein
Steve Dugardein (Mouscron, 28 gennaio 1974) è un allenatore di calcio ed ex calciatore belga, di ruolo centrocampista.

## Caratteristiche tecniche
Giocava come mediano.